# Horsenden
Horsenden är en by i civil parish Longwick-cum-Ilmer, i kommunen Buckinghamshire, i England. Byn är belägen 11 km från Aylesbury. Horsenden var en civil parish fram till 1934 när blev den en del av Longwick cum Ilmer, Bledlow cum Saunderton och Princes Risborough. Civil parish hade 53 invånare år 1931. Byn nämndes i Domedagsboken (Domesday Book) år 1086, och kallades då Horsede(u)ne.